# Wschodnia Rumanowa Przełęcz
Wschodnia Rumanowa Przełęcz (słow. Východný Rumanov zub, 2282 m) – najbardziej wysunięte na wschód z trzech siodeł tworzących szeroką Rumanową Przełęcz, oddzielającą od siebie masywy Wysokiej i Ganku w słowackich Tatrach Wysokich. Jest położone w głównej grani Tatr, między Wschodnią Rumanową Czubą a Bartkową Turnią w grani Małego Ganku. Pozostałymi wcięciami tworzącymi Rumanową Przełęcz są Zachodnia Rumanowa Przełęcz i Pośrednia Rumanowa Przełęcz. Obecnie wszystkie trzy są traktowane jako oddzielne przełęcze. Najniżej położona jest Wschodnia Rumanowa Przełęcz i to ona dawniej nazywana była Rumanową Przełęczą.
Ku północy Wschodnia Rumanowa Czuba opada do Doliny Ciężkiej, ku południu do Dolinki Rumanowej. Ma trzy siodełka, najniższe jest zachodnie, najwyższe wschodnie. Z siodełka środkowego skośnie do Dolinki Rumanowe opada płytka depresja. Wszystkie 3 siodełka dla taterników są ważne. Na wschodnim zaczyna się ciąg półek prowadzących do Galerii Gankowej oraz droga wspinaczkowa na Rumanową Ławkę. Środkowe siodełko jest najwygodniejsze przy schodzeniu do Rumanowej Dolinki (lub wchodzeniu z niej), a zachodnie przy wchodzeniu z Doliny Ciężkiej.
Słowacy grań między Wysoką a Bartkową Turnią wraz ze Wschodnią Rumanową Przełęczą nazywają Rumanov hrebeň.

## Taternictwo
Na przełęcz nie prowadzi żaden znakowany szlak turystyczny, natomiast dla taterników stanowi wygodny dostęp do Galerii Gankowej i grani Ganku od strony południowej, z Dolinki Rumanowej. Od Dolinki Rumanowej pochodzi nazwa Rumanowych Przełęczy.
Pierwsze wejścia
- latem – Ludwik Chałubiński i przewodnicy Bartłomiej Obrochta i Wojciech Roj starszy, koniec lat 70. XIX wieku,
- zimą – Stanisław Groński, 17 kwietnia 1933 r.[3]

Drogi wspinaczkowe
1. Północną depresją; II w skali tatrzańskiej, czas przejścia 2 godz.
2. Z Galerii Gankowej; I, 15 min
3. Ze środkowej części Rumanowej Dolinki przez całą Rumanową Ławkę; 0, 45 min
4. Z północnej części Rumanowej Dolinki przez zachodnią część Rumanowej Ławki; 0+, 30 min
5. Wprost z Dolinki Rumanowej; I, 30 min[5].

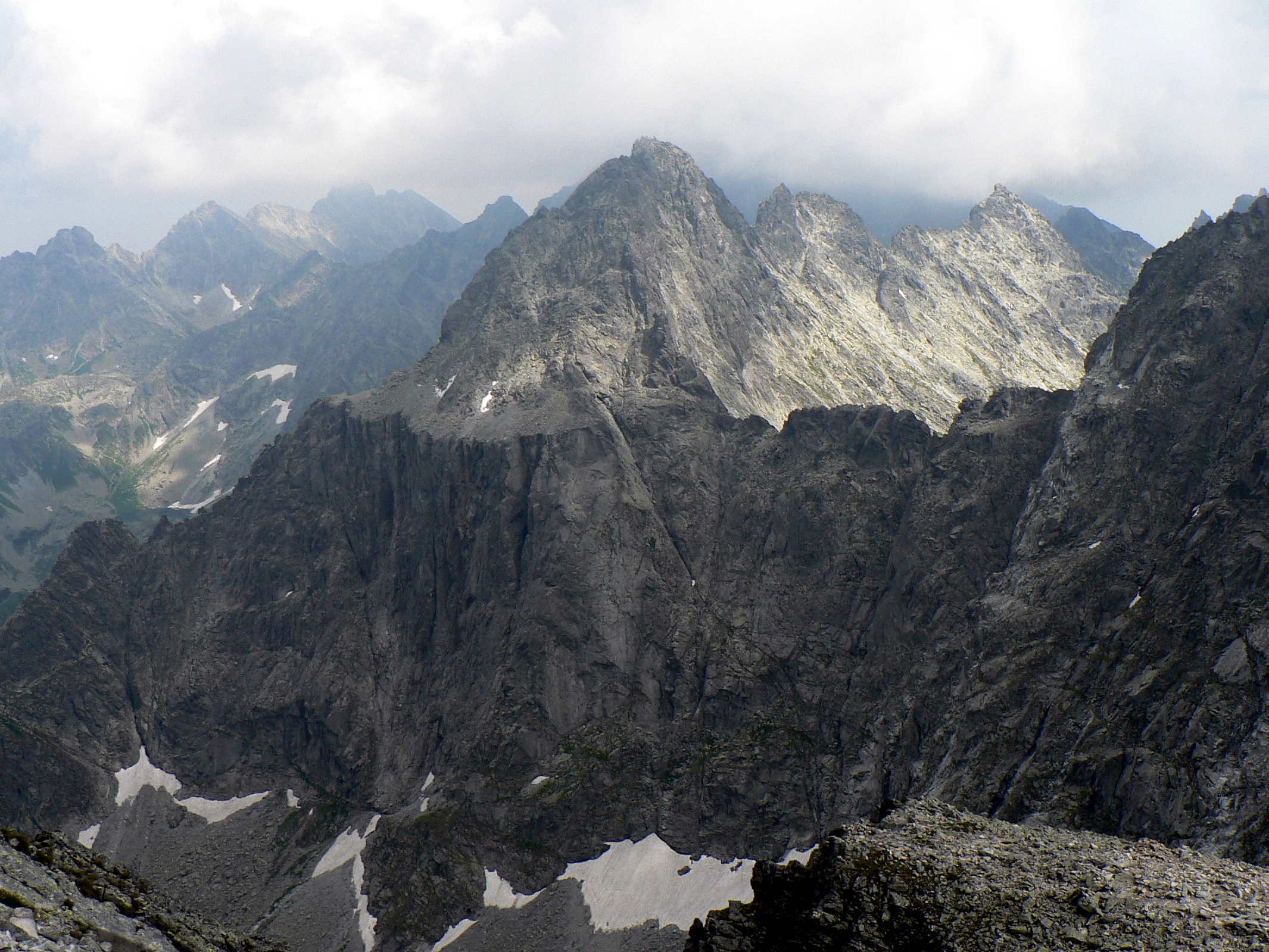
Widok z Rysów
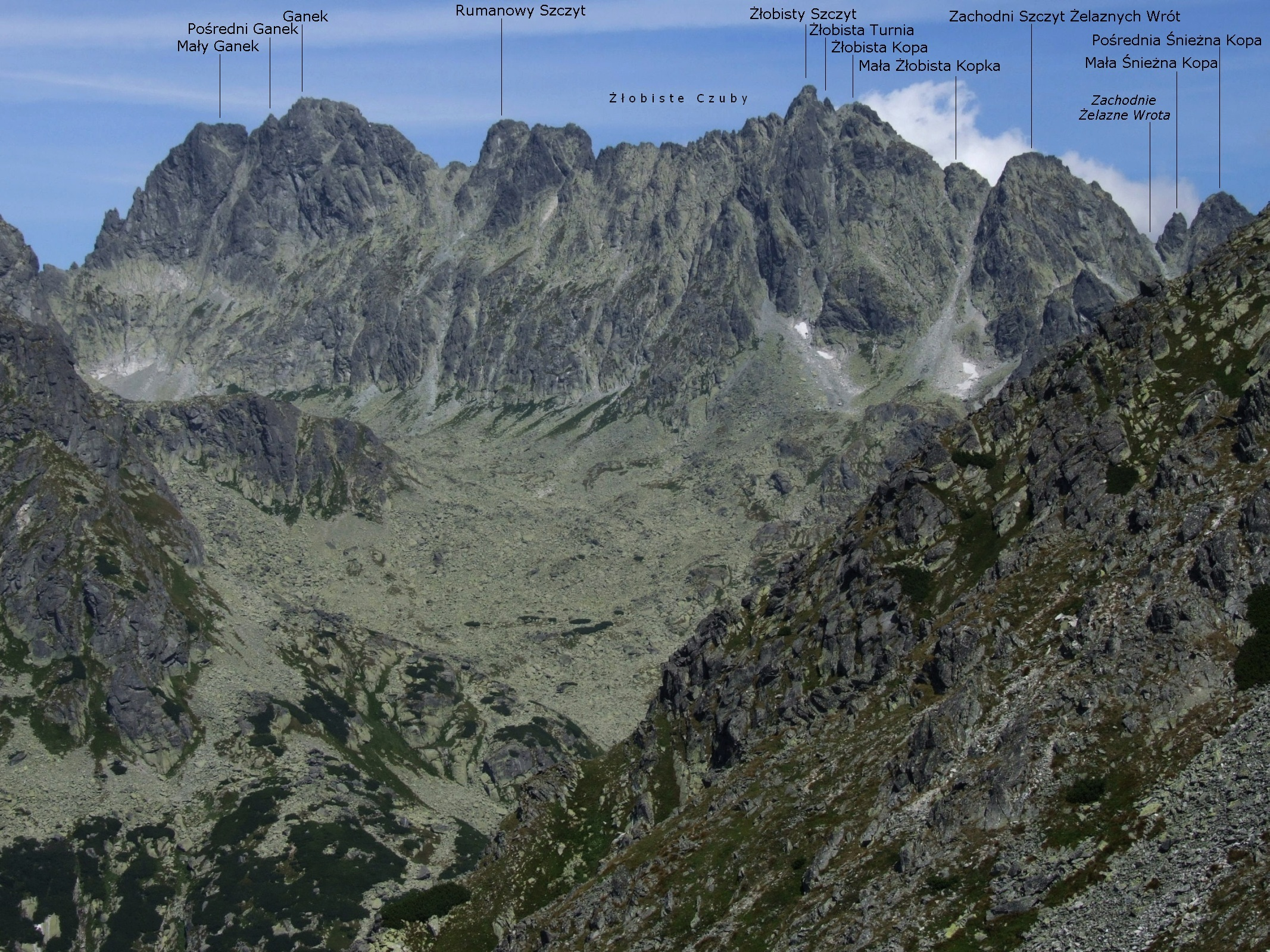
Wschodnia Rumanowa Przełęcz – najniższe ze wcięć po lewej stronie zdjęcia
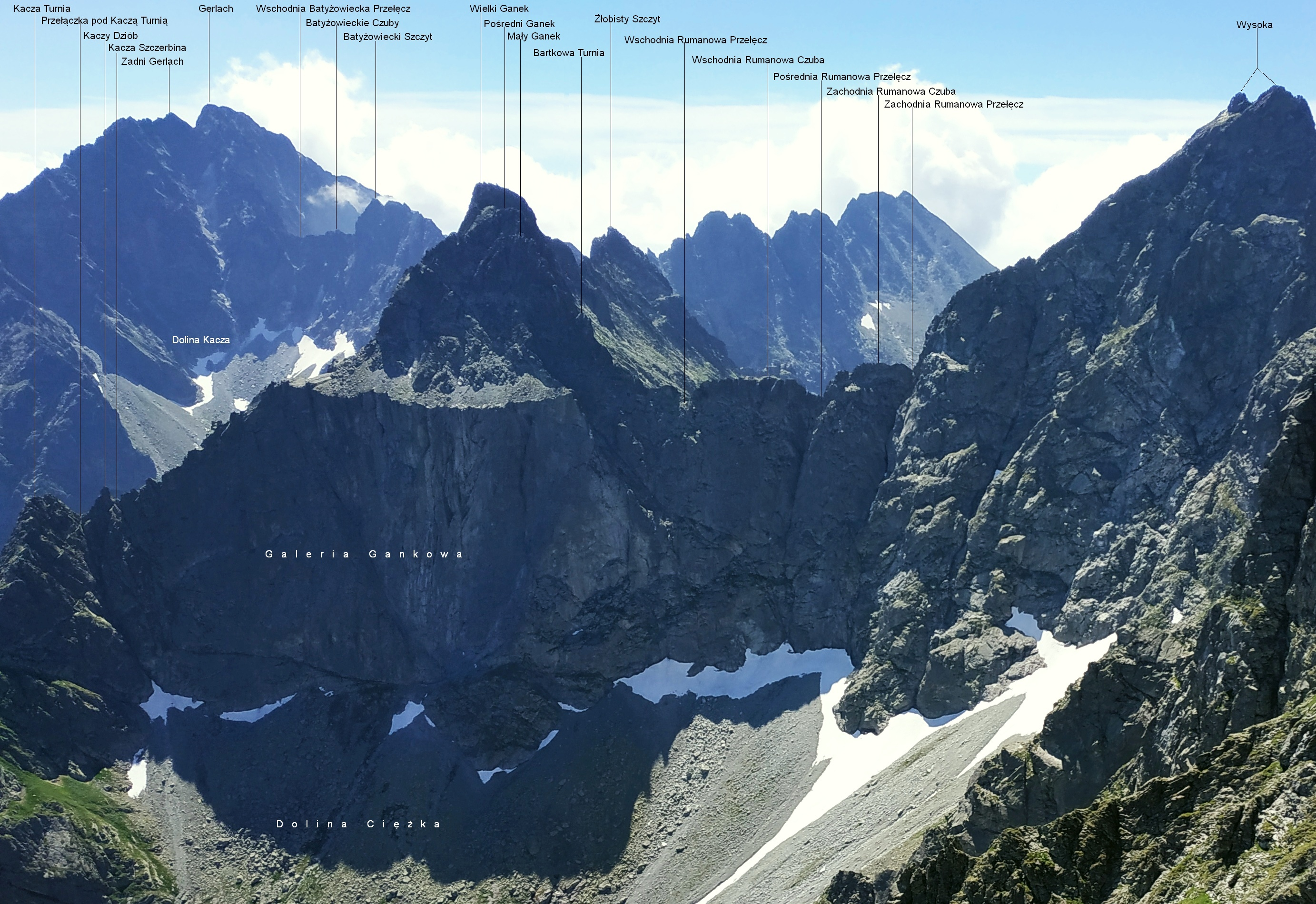
Widok z Niżnych Rysów